# Maple Leaf Foods
Maple Leaf Foods es una compañía de alimentos canadiense con sede en Mississauga, Ontario.

## Historia
La compañía se fundó en 1927 como Canada Packers, una fusión de varios de los principales empacadores de carne de Toronto, destacando William Davies Company y fue de inmediato el mayor procesador de alimentos de Canadá, un título que se mantendría durante los próximos sesenta años. Ya en la década de 1930, usaba la marca Maple Leaf para sus productos de cerdo. Su negocio principal era la carne de cerdo, y sus operaciones masivas que procesaban cerdos para la exportación al Reino Unido ayudaron a Toronto a ganar su apodo de "Hogtown". Al mudarse al oeste de Canadá, se convirtió en el mayor matadero de carne de Canadá. En 1944, también entró en la industria del bronceado con la adquisición de Beardmore & Co.
Canada Packers se diversificaron en otros productos alimenticios, como helados, queso y frutas y verduras enlatadas y congeladas, para 1950 comercializados bajo la marca York. En 1975, fue catalogado como el 14 negocio más grande en Canadá.
Durante la década de 1980, Canada Packers comenzaron a sufrir. Cerró algunas instalaciones, entre ellas su curtiembre. Se trasladó a otros mercados, adquiriendo marcas conocidas como la mantequilla de maní Squirrel y el queso Black Diamond.
Maple Leaf Mills se creó en 1961 a través de la amalgama de Maple Leaf Milling Company Limited, Toronto Elevators Limited y Purity Flour Mills Limited. Sus orígenes se remontan a más de 170 años a Grantham Mills, construido en 1836 en St. Catharines, Ontario.
En 1989, la familia McLean que había dominado Canadá Packers desde su fundación anunció su intención de vender su participación en la compañía. La participación de control pasó en 1990 a British Hillsdown Holdings, que ya era propietaria de Maple Leaf Mills, a través de una transacción compleja en la que Canada Packers compró Maple Leaf Mills a cambio de sus propias acciones. En 1991, la compañía combinada pasó a llamarse Maple Leaf Foods. La firma incluyó así una gran división de pan, más conocida por la marca Dempster. Durante los esfuerzos de reestructuración liderados por David Newton como CEO y Lewis Rose como CFO, vendió o cerró la mayoría de sus mataderos. Estas medidas tuvieron éxito y la empresa volvió a la rentabilidad.
después de ser revivido con éxito, Maple Leaf Foods fue comprado por Wallace McCain, ex codirector ejecutivo de McCain Foods, quien había sido expulsado por su hermano y copropietario Harrison McCain, en 1995, junto con el Plan de Pensiones de Ontario Teachers 'Pension. En 2002, la compañía compró Grace Baking Company, con sede en San Francisco. En 2003, la compañía compró al empacador de carne rival Schneider Foods. La compañía también es una de las empresas agrícolas más grandes de Canadá, y posee granjas avícolas y porcinas en todo el país. El matadero principal se encuentra en Brandon, Manitoba.
Como resultado de una serie de desinversiones que culminaron con la venta en 2014 de la división de panadería (Canada Bread Company), Maple Leaf ahora solo produce y vende carnes envasadas.

## Vendido a Grupo Bimbo
En febrero de 2014, Canada Bread, en la que Maple Leaf Foods tenía anteriormente una participación del 90%, fue adquirida por la multinacional mexicana Grupo Bimbo por 1.880 millones de dólares. El resto de Maple Leaf Foods es una compañía de solo proteínas con aproximadamente 3 mil millones de dólares en ingresos.